# Rodrigo Cordero
Rodrigo Antonio Cordero Solano (Cantone di Moravia, 4 dicembre 1973) è un ex calciatore costaricano, di ruolo centrocampista.